# 國際海事組織
国际海事组织（英語：International Maritime Organization，IMO）是联合国的一个专门机构，依《国际海事组织公约》成立，总部设于伦敦。截至2021年3月，该组织共有174个会员国。该组织的口号是“清洁海洋上的安全、保安和高效航运”（英語："Safe, secure and efficient shipping on clean oceans"）。

## 会员资格
《国际海事组织公约》及其修正案规定，一切国家均可取得该组织会员资格，领土可成为联系会员。该公约予以开放，任何国家可按下列方式成为公约的缔约国，并成为会员：
1. 签字，并对接受无保留；
2. 签字，并对接受作出保留，随后予以接受；
3. 接受。

对该公约的接受须以文件交送联合国秘书长方为有效。
截至2024年，该组织共176个会员，即联合国会员国中的175个和库克群岛。此外，法罗群岛、香港及澳门为3个准会员。未加入IMO的联合国会员国中，绝大多数都是内陆国：阿富汗、安道尔、不丹、布基纳法索、布隆迪、中非共和国、乍得、斯威士兰、老挝、莱索托、列支敦士登、马里、尼日尔、卢旺达、南苏丹、塔吉克斯坦及乌兹别克斯坦，仅有太平洋岛国密克罗尼西亚联邦是沿海国。中华民国並非聯合國會員，也沒有加入IMO，但擁有發達的船舶工業。

## 组织机构
国际海事组织设有大会、理事会、海上安全委员会（MSC）、法律委员会、海上环境保护委员会（MEPC）、技术合作委员会、便利运输委员会和相关下属机构，该组织还设有秘书处。

### 大会
大会由该组织全体会员组成。常会每两年召开一次；特别会议在有1/3会员通知秘书长要求召开或理事会认为必要时，于通知送达60天后召开。:4

### 理事会
理事会由大会选出的40个会员组成：
1. 10个在提供国际航运服务方面具有最大利害关系的国家；
2. 10个在国际海上贸易方面具有最大利害关系的其他国家；
3. 20个未按上述两项当选、在海上运输和航行方面具有特别利害关系，且被入选将会确保世界所有主要地理区域均被代表了的国家。

理事任期到下届大会常会结束时为止，可连任。理事会可自选主席，采用自己的议事规则，法定数目为26个理事国。经大会批准，理事会可任命秘书长。:6-7

### 委员会
海上安全委员会、法律委员会、海上环境保护委员会、技术合作委员会和便利运输委员会均由所有会员组成。各委员会均应每年召开至少一次会议，每年选举一次官员并采用自己的议事规则。海上安全委员会和海上环境保护委员会的工作由若干小组委员会协助。:7-11

### 秘书处
秘书处由秘书长和必要人员组成。秘书长为该组织的行政负责人。:12

## 公约制订
国际海事组织成立后，首先致力于修订《国际海上人命安全公约》，该公约于1960年通过，1965年生效，并取代了1948年版本。之后，该组织着手于制订和修订《便利国际海上运输公约》、《国际船舶载重线公约》、《国际船舶吨位丈量公约》和《国际海上避碰规则公约》等海上安全、便利运输主题的公约。1967年，托利卡尼翁号油轮事故造成了十二万吨原油泄漏，接下来的数年中，该组织引入了一系列措施以预防油轮事故，制订了《国际干预公海油污事故公约》、《防止倾倒废物及其他物质污染海洋的公约》、《防止船舶污染国际公约》和《海上旅客及其行李运输雅典公约》等公约。该组织还建立了污染受害者的经济赔偿体系，在1969年和1971年分别通过了《设立国际油污损害赔偿基金的国际公约》和《国际油污损害民事责任公约》。1976年，该组织通过了《国际海事卫星组织公约》及其业务协定，国际移动卫星组织的建立极大改善了船只的无线电和卫星通信的使用情况。该组织同时重视船舶人员培训，于1978年通过了《海员培训、发证和值班标准国际公约》，并于1995年通过了其修正案。进入21世纪后，该组织通过了有关防污系统的《控制船舶有害防污底系统国际公约》、有关管理压载水和防止外来物种入侵的《国际船舶压载水和沉积物控制与管理公约》、以及有关拆船的《香港国际安全与无害环境拆船公约》。